# Legitimisté

Velký znak pro Francouzské království, který užívá legitimistický pretendet Ludvík Alfons, vévoda z Anjou

Královská standarta legitimistů od roku 1962

Royalistická vlajka legitimistů

Legitimisté (francouzsky légitimistes) je royalistické, legitimistické a tradicionalistické politické hnutí ve Francii usilující o obnovení konstituční monarchie a dosazení legitimního panovníka podle (jednoduché aplikace) salického práva, které pro určení následnictví na francouzský trůn platilo už od stoleté války.
Současný legitimistickým pretendentem francouzského trůnu je bourbonský vévoda Ludvík Alfons z Anjou, který je legitimisty uváděn pod svým královským jménem Ludvík XX., ačkoli on sám používá pouze titulu následníků francouzského trůnu Dauphin.

## Legitimističní pretendenti francouzského trůnu

### Po velké francouzské revoluci roku 1792
- Ludvík XVI. (1792–1793), royalisty pokládán za krále do popravy v roce 1793
- Ludvík XVII. (1793–1795), jeho syn, titulární král
- Ludvík XVIII. (1814–1824), bratr Ludvíka XVI., titulární král od roku 1795
- Karel X. (1824–1830), jeho bratr, poslední v hlavní linii

### Po červencové revoluci roku 1830
- Karel X. (1830–1836)
- Ludvík XIX. (1836–1844)
- Jindřich V. (1844–1883), vymřela s ním hlavní fr. linie Bourbonů

### Po vymření hlavní linie Bourbonů v roce 1883
- Jan III. (1883–1887), také karlistický pretendent ve Španělsku
- Karel XI. (1887–1909), také karlistický pretendent ve Španělsku
- Jakub II. (1909–1931), také karlistický pretendent ve Španělsku
- Karel XII. (1931–1936), také karlistický pretendent ve Španělsku, po jeho smrti je tento post sporný, zemřel bez potomků
- Alfons (I.) XIII. Španělský (1936–1941), španělský král v letech 1886-1931
- Jindřich VI. (1941–1975)
- Alfons II. (1975–1989)
- Ludvík XX. (od 1989), současná hlava rodu Kapetovců, má dva syny
  - Ludvík, vévoda Burgundský (*2010)
  - Alfons, vévoda z Berry (*2010)